# Gonypetella atra
Gonypetella atra es una especie de mantis de la familia Mantidae.

## Distribución geográfica
Se encuentra en Uganda.